# Louis Mouchet
Pour les articles homonymes, voir Mouchet (homonymie).
Louis Mouchet, né à Genève le 25 mars 1957, est un cinéaste suisse.

## Biographie
Louis Mouchet a passé sa petite enfance en Tunisie où ses parents sont allés enseigner après l'indépendance de ce pays. ”Cela a été et reste un paradis perdu".
Après des études de lettres à l'Université de Genève, Louis Mouchet obtient le diplôme de la London International Film School en 1983. Sa carrière professionnelle débute avec un mandat pour le Comité international de la Croix-Rouge. Une fructueuse collaboration s’engage et se poursuit jusqu’à aujourd’hui. Elle s’est étendue à d'autres organisations humanitaires et internationales.
Son documentaire initial est le fruit d'une proposition de la veuve de François Simon : co-réaliser un film sur cet acteur légendaire,.
Cette première étape a conduit Louis Mouchet à écrire et réaliser de nombreux documentaires pour le cinéma, la télévision et le web.
Louis Mouchet est le fils du poète Charles Mouchet.

## Filmographie
- François Simon : la présence (en collaboration avec Ana Simon, 1986), portrait du grand acteur suisse François Simon, fils de Michel Simon, avec la participation de Jeanne Moreau, Daniel Schmid et Paco Ibáñez.

- Adolphe Appia : le visionnaire de l'Invisible (1989), portrait du scénographe Adolphe Appia, révolutionnaire de l'espace scénique[5].
- La Constellation Jodorowsky (1994) qui trace l'itinéraire de l'artiste protéiforme Alejandro Jodorowsky et évolue progressivement en un exercice d'auto-réflexion, avec la participation de  Jean Giraud alias Moebius, Peter Gabriel, Fernando Arrabal et Marcel Marceau.

- Le Secret du secret (2000), film sur les guérisseurs traditionnels des Alpes au Jura[6].
- Au cœur du blues (2001), un voyage en quête des racines du Blues sur les lieux marquants de cette musique : le Mississippi, Chicago, et le Mali des origines ; avec Boubacar Traoré « Karkar », Corey Harris et Koko Taylor[7].

- Le Chant des Rroms (2008), en suivant la diva macédonienne Esma Redžepova, ce film retrace la vraie origine du peuple rrom, que le linguiste Marcel Courthiade établit précisément à Kânnauj dans l'Uttar Pradesh (Inde)[8],[9],[10].
- Santa Shakti (2017), en dressant un parallèle entre le festival de la Durga Puja en Inde et d’autres célébrations de la Divinité, Shanta Shakti révèle le pouvoir sacré au-delà des langues et religions.
- Seeds to grow (Graines de croissance, 2017-2020), série web, portraits filmés de personnalités dont le parcours unique et remarquable est une source d'inspiration : Alvin Queen (batteur de jazz), Carla Haddad-Mardini (dirigeante humanitaire), Patrick Delarive (multi-entrepreneur), Anju Rupal (créatrice d'un label de beauté durable).
- The Family Forest (Ce que cache la Forêt, 2022), psychogénéalogie et épigénétique à travers une expérience très personnelle.